# Ture Bielke (1514–1577)
Ture Pedersson Bielke, riksråd, född 1514, död 17 juni 1577, son till Peder Turesson (Bielke), till Kråkerum i Kalmar län, Vikhus i Västmanland samt Salsta i i Uppland, och senare, efter svärfaderns död,1567, Gäddeholm (numera Tureholm) i Södermanland.

## Biografi
Ture var jämte sin broder Nils den första inom Bielkeätten, som skrev sig Bielke. Liksom sin bror innehade han stora gods och förläningar. Han användes av Gustav Vasa till åtskilliga uppdrag, erhöll maj 1534 kungens rekommendation till hertig Magnus av Sachsen-Lauenburg med anledning av sin önskan att tjäna vid dennes eller andra tyska hov som kammarråd. Kammarråd 1539-1540; slottsfogde på Stockholms slott 1540, och användes under och efter Dackefejden att mönstra och löna trupper; deltog i förhandlingar med allmogen i Hälsingland om skatt till kronan under början av år 1545. Tillhörde med säkerhet riksrådet fr. o. m. 1550; erhöll Alunda och Morkarla i Uppland i förläning 1549 till sin död. Sändebud till Polen 1553; befälhavare i ryska kriget 1555–56. Riddare vid Erik XIV:s kröning 1561; Överstekammarråd 1561; medlem av beskickning till Danmark 1562. Krigskommissarie i Estland 1567, men återkallad 1567. Efter att från början stått i gunst hos Erik XIV, slöt han sig 1568 till de upproriska och användes av Johan III som ledamot för fredsunderhandlingar med Danmark; tog säte i Johan III:s råd 1569. Erhöll Östra härad i Småland i förläning 1569-1572. Kommissarie för Älvsborgs lösen i Uppland 1571. Tillika lagman i Norrland och Uppland. På grund av sina godsintressen i grannlandet (Danmark), hade han konsekvent iakttagit en fredsvänlig politik under sjuårskriget.

### Familj
Han gifte sig första gången 1540 på Stockholms slott med Karin Gera († 1558), dotter till riksrådet Holger Karlsson Gera, och andra gången den 12 februari 1562 på Hörningsholms slott med Sigrid Svantesdotter Sture (1538–1613), dotter till Svante Sture d.y.
I Trosa lands kyrka, Södermanland, finns begravelsesbanner med vapenskölden, och släktavla för Ture Pedersson Bielke
Barn
1. Peder (d. 1564) från första äktenskapet med Karin Gera
2. Catharina (1563–)
3. Eric (1564–)
4. Svante Bielke (1567–1609)
5. Nils Turesson Bielke (1569–1639)
6. Kerstin (1570–)